# Die Märchen der Weltliteratur
Die Märchen der Weltliteratur ist eine von Friedrich von der Leyen im Diederichs Verlag in Jena begründete deutschsprachige Märchenreihe mit Märchen und gelegentlich auch anderen Erzählgattungen aus (fast) der ganzen Welt. Sie erschien von 1912 bis 2002 in 165 Bänden.

## Geschichte
Zwischen 1912 und 1940 erschienen (in Jena), von Friedrich von der Leyen und Paul Zaunert herausgegeben, allein 40 Bände, teils mit dem Nebentitel Die Märchen der Völker oder weiteren Unterreihentiteln wie Deutscher Märchenschatz oder Märchen des Orients. Paul Zaunert schied 1927 als Mitherausgeber aus, weil er sich anderen Aufgaben zuwandte.
Der Zweite Weltkrieg brachte eine Unterbrechung der Reihe. Sie konnte erst 1952 an anderen Verlagsorten (darunter Düsseldorf) wieder fortgeführt wurde. Sie erschien teils in loser Folge und mit verschiedenen Unterbrechungen.
Zuerst bediente man sich aus dem noch bestehenden Fundus. Erst ab der MdW Ausgabe 44 wurden wieder neue Themen erschlossen. Nach dem Tode von der Leyens 1966 wurde die Reihe von dem Salzburger Romanisten Felix Karlinger (1920–2000) und dem Münchner Nordisten Kurt Schier betreut. Seit 1989 war der Erzählforscher Hans-Jörg Uther neuer Herausgeber.
2003 stellte der inzwischen nicht mehr selbständige Diederichs-Verlag das Erscheinen der traditionsreichen, 91 Jahre bestehenden Reihe ein.
Verschiedene Bände der Reihe wurden von bedeutenden Fachgelehrten erstellt und zählen zu den Klassikern der deutschen Völker- und Volkskunde. Einige Einzelbände haben unter verschiedenen Herausgebern Umarbeitungen erfahren und erschienen später zum Teil unter zeitgemäßeren Titeln. Aus manchen geographischen Regionen und Literaturen sind mehrere unabhängige Bände vorhanden.

## Ausstattung
Die Ausstattung der Bände bestand anfangs entweder aus Pappbänden mit von Fritz Helmuth Ehmcke entworfenen farbigen Überzugspapieren oder teureren Halbleder- und Ganzlederbänden. Ab 1927 wurde zusätzlich die das Erscheinungsbild der Reihe auf Jahrzehnte prägende, fadengeheftete Halbleinwand-Variante, mit goldener, reicher Rückenprägung, farbigem Rückenschildchen, Kopffarbschnitt, aufgeklebtem Deckelschild (später im Buchdeckel integriert) und Buchdeckeln mit buntem Überzugspapier, eingeführt. Anfangs beinhalteten diese noch eingeklebete Frontispize (meist Bilder aus dem kulturellen Umfeld der jeweiligen Region), wie auch zahlreiche Illustrationen und Schmuckinitialen. Einheitlich erschienen alle 40 Bände der Vorkriegsausgabe nur in dieser Einbandvariante, wie Ulf Diederichs nachweisen konnte.
Die ersten nach dem Zweiten Weltkrieg erschienenen Ausgaben, die der überarbeiteten Chinesischen und Indischen Märchen, wurden zuerst in einer reinen Leinenausgabe gehalten, ab ihrer zweiten Auflage allerdings wieder im Halbleinenformat angeboten.

## Übersicht
Bis zu ihrer Einstellung im Jahr 2003 ist die Reihe auf insgesamt 182 erschienene Bände angestiegen – zieht man die neu bearbeiteten Nachauflagen ab, so bleiben 165 „echte“, voneinander verschiedene Märchenbände. Die Zählung der Reihe bis 1996 beruht auf der Gesamtbibliographie, die Ulf Diederichs in der Zeitschrift Marginalien einführte.
| Nr.    | Titel                                   | Erstausgabe | Herausgeber/Bearbeitung/Übersetzer             | Nachauflagen/Neuauflagen/Bemerkungen |
|        |                                         |             |                                                | |
| MdW1   | Musäus Volksmärchen der Deutschen Bd. 1 | 1912        | Paul Zaunert                                   | 1919, 1922, 1927 |
| MdW2   | Musäus Volksmärchen der Deutschen Bd. 2 | 1912        | Paul Zaunert                                   | 1919, 1922, 1927 |
| MdW3   | Kinder- und Hausmärchen Bd. 1           | 1912        | Friedrich von der Leyen                        | 1919, 1922, 1927, 1940, 1943, 1962, 1968 |
| MdW4   | Kinder- und Hausmärchen Bd. 2           | 1912        | Friedrich von der Leyen                        | 1919, 1922, 1927, 1941, 1962 |
| MdW5   | Deutsche Märchen seit Grimm Bd. 1       | 1912        | Paul Zaunert                                   | 1919, 1919, 1922, 1931, 1941 zweiter Bd. 1923; Neue Ausg. 1964; (Ein »Fortsetzungsband« 1966 nannte sich: Deutsche Volksmärchen)               |
| MdW6   | Plattdeutsche Volksmärchen Bd. 1        | 1912        | Wilhelm Wisser                                 | 1914, 1919, 1922, 1927, 1938; zweiter Bd. 1927; (Neuausgabe 1970: Plattdeutsche Märchen)                                                       |
| MdW7   | Russische Volksmärchen                  | 1914        | August von Löwis of Menar                      | 1916, 1921, 1927, ab 1955 verb. und erw. von Reinhold Olesch, 1959, 1963, 1966, 1971, 1974, 1977, 1980, 1984, 1987, 1988, 1990, 1992, 1994     |
| MdW8   | Chinesische Volksmärchen                | 1914        | Richard Wilhelm                                | 1917, 1919, 1921, 1927 ab 1952: Chinesische Märchen                                                                                            |
| MdW9   | Nordische Volksmärchen Bd. 1            | 1915        | Klara Stroebe                                  | 1919, 1922, 1940 / Dänemark/Schweden |
| MdW10  | Nordische Volksmärchen Bd. 2            | 1915        | Klara Stroebe                                  | 1919, 1922, 1940 / Norwegen Rev. Ausgabe 1967: Norwegische Volksmärchen                                                                        |
| MdW11  | Balkanmärchen                           | 1915        | August Leskien                                 | 1919, 1925 |
| MdW12  | Südseemärchen                           | 1916        | Paul Hambruch                                  | 1921, 1927 |
| MdW13  | Neugriechische Märchen                  | 1917        | Paul Kretschmer                                | 1919, 1941 |
| MdW14  | Afrikanische Märchen                    | 1917        | Carl Meinhof                                   | 1921, 1927 |
| MdW15  | Indische Märchen                        | 1919        | Johannes Hertel                                | 1921, 1925 |
| MdW16  | Kaukasische Märchen                     | 1920        | Adolf Dirr                                     | 1922 |
| MdW17  | Indianermärchen aus Südamerika          | 1920        | Theodor Koch-Grünberg                          | 1921, 1927 |
| MdW18  | Buddhist. Märchen aus dem alten Indien  | 1921        | Else Lüders & Heinrich Lüders                  | 1922, 1961, 1965, 1973, 1975, 1979, 1985, 1989, 1990, 1991, 1998                                                                               |
| MdW19  | Finnische und estnische Volksmärchen    | 1922        | August von Löwis of Menar                      | 1927 |
| MdW20  | Malaiische Märchen                      | 1922        | Paul Hambruch                                  | 1927 |
| MdW21  | Französische Volksmärchen Bd. 1         | 1923        | Ernst Tegethoff                                | Aus älteren Quellen: vom Mittelalter bis zum Ausgang des Rokoko                                                                                |
| MdW22  | Französische Volksmärchen Bd. 2         | 1923        | Ernst Tegethoff                                | Von der Romantik bis zur Gegenwart |
| MdW23  | Deutsche Märchen seit Grimm Bd. 2       | 1923        | Paul Zaunert                                   | Fortsetzungsband zu Erstausgabe von 1912 |
| MdW24  | Irische Volksmärchen                    | 1923        | Käte Müller-Lisowski                           | 1957, 1962, 1965, 1969, 1977, 1981, 1982 (Reihe: »Märchen der Kelten«), 1984, 1987, 1989, 1992                                                 |
| MdW25  | Isländische Volksmärchen                | 1923        | Hans Naumann & Ida Naumann                     | |
| MdW26  | Märchen aus Turkestan und Tibet         | 1923        | Gustav Jungbauer                               | |
| MdW27  | Lettisch-litauische Märchen             | 1924        | Max Boehm & Franz Specht                       | |
| MdW28  | Indianermärchen aus Nordamerika         | 1924        | Walter Krickeberg                              | (1963: Nordamerikanische Indianermärchen) |
| MdW29  | Türkische Märchen                       | 1925        | Friedrich Giese                                | Neubearbeitung 1967 |
| MdW30  | Deutsche Märchen aus dem Donaulande     | 1926        | Paul Zaunert                                   | 1958, 1965 |
| MdW31  | Zigeunermärchen                         | 1926        | Walther Aichele                                | 1962, 1964, 1969, 1973, 1977, 1981, 1984, 1989, 1991                                                                                           |
| MdW32  | Plattdeutsche Volksmärchen Bd. 2        | 1927        | Wilhelm Wisser                                 | Fortsetzungsband zu Erstausgabe von 1914 |
| MdW33  | Altägyptische Erzählungen und Märchen   | 1927        | Günther Roeder                                 | (1963: Altägyptische Märchen) |
| MdW34  | Märchen der Azteken und Inkaperuaner    | 1928        | Walter Krickeberg                              | 1968, 1972, 1975, 1979, 1984, 1986, 1990 |
| MdW35  | Italienische Märchen                    | 1929        | Walter Keller                                  | 1959; (1973: Italienische Volksmärchen) |
| MdW36  | Japanische Volksmärchen                 | 1938        | Fritz Rumpf                                    | Neubearbeitung 1964 |
| MdW37  | Englische Volksmärchen                  | 1938        | Alfred Ehrentreich                             | Neubearbeitung 1970 |
| MdW38  | Märchen aus Iran                        | 1939        | Arthur Christensen                             | Persische Märchen ab 1965, 1972, 1975, 1979, 1984 (Reihe: »Märchen des Orients«), 1990                                                         |
| MdW39  | Spanische und portugiesische Märchen    | 1940        | Harri Meier                                    | (1961: Spanische Märchen; 1975: Portugiesische Märchen)                                                                                        |
| MdW40  | Märchen aus Sibirien                    | 1940        | Hugo Kunike                                    | (1968: Sibirische Märchen, Bd. 1; 1983: Sibirische Märchen, Bd. 2)                                                                             |
| MdW41  | Chinesische Märchen                     | 1952        | Richard Wilhelm                                | Bis auf das Vorwort textgleich mit MdW8. Zunächst als Einzelausgabe in Sonderausstattung, ab der 2. Auflage 1952 wieder als MdW Ausgabe        |
| MdW42  | Indische Märchen                        | 1953        | Johannes Hertel                                | Textteil identisch mit MdW15; Nachwort anstelle von Vorwort und Einleitung. Zunächst als Sonderausstattung, ab 1959 wieder als MdW Ausgabe     |
| MdW43  | Russische Volksmärchen                  | 1955        | August von Löwis of Menar                      | Bis auf ein zusätzliches Märchen (Nr. 56) textgleich mit MdW7. Menars Einleitung ist nach hinten gerückt, ergänzt um ein Nachwort              |
| MdW44  | Indianermärchen aus den Kordilleren     | 1956        | Bertha Kößler-Ilg                              | 1960, 1973, 1976, 1982, 1987 |
| MdW45  | Irische Volksmärchen                    | 1957        | Käte Müller-Lisowski                           | Gegenüber MdW24 im Textteil unverändert. Statt der damaligen Einleitung Pokornys jetzt ein Nachwort des norwegischen Folkloristen Christiansen |
| MdW46  | Persische Märchen                       | 1958        | Arthur Christensen                             | 1965, 1972, 1975, 1979, 1984 (Reihe: »Märchen des Orients«), 1990                                                                              |
| MdW47  | Deutsche Märchen aus dem Donauland      | 1958        | Paul Zaunert                                   | Gegenüber MdW30 textlich unverändert, bis auf Zaunerts Vorwort, aus dem ein gekürztes Nachwort wurde. Abgelöst durch MdW117 und MdW154         |
| MdW48  | Italienische Märchen                    | 1959        | Walter Keller & Lisa Rüdiger                   | 26 Texte der alten Kellerschen Ausgabe MdW35 wurden beibehalten, 20 Texte aus neuerer Zeit kamen hinzu, siehe Nachwort zur Neuausgabe          |
| MdW49  | Bretonische Märchen                     | 1959        | Ré Soupault                                    | 1964, 1972, 1976, 1979, 1982 (Reihe: »Märchen der Kelten«), 1983, 1986, 1992                                                                   |
| MdW50  | Volksmärchen aus Jugoslawien            | 1960        | Joseph Schütz                                  | |
| MdW51  | Inselmärchen des Mittelmeeres           | 1960        | Felix Karlinger                                | 1962 |
| MdW52  | Buddhist. Märchen aus dem alten Indien  | 1961        | Else Lüders & Heinrich Lüders                  | Gegenüber MdW18 unverändert, nur die Abbildungen fehlen und Lüders Einleitung fungiert jetzt als Nachwort                                      |
| MdW53  | Lothringer Volksmärchen                 | 1961        | Angelika Merkelbach-Pinck                      | 1972, 1984: Lothringer Märchen |
| MdW54  | Spanische Märchen                       | 1961        | Harri Meier                                    | Umgearbeitete, veränderte und erg. Neuausgabe der 1940 erschienenen Spanischen und portugiesischen Märchen 1975, 1979, 1985, 1990, 1991        |
| MdW55  | B. Grimm, Kinder- und Hausmärchen Bd. 1 | 1962        | Friedrich von der Leyen                        | Gegenüber MdW3/4 textlich unverändert bis auf ein Nachwort des Herausgebers in Band 2. Sein Kommentarband erschien gesondert siehe MdW66       |
| MdW56  | B. Grimm, Kinder- und Hausmärchen Bd. 2 | 1962        | Friedrich von der Leyen                        | Gegenüber MdW3/4 textlich unverändert bis auf ein Nachwort des Herausgebers in Band 2. Sein Kommentarband erschien gesondert siehe MdW66       |
| MdW57  | Finnische und estnische Märchen         | 1962        | August von Löwis of Menar                      | Gegenüber MdW19 textlich unverändert, die frühere Einleitung rückte lediglich ans Ende und hinzu kam ein knappes Nachwort von der Leyens       |
| MdW58  | Zigeunermärchen                         | 1962        | Walther Aichele & Martin Block                 | Gegenüber MdW31 im Textteil unverändert. Aus der früheren Einleitung Aicheles wurde ein Nachwort aus Block ergänzendem Überblick               |
| MdW59  | Nordamerikanische Indianermärchen       | 1963        | Gustav A. Konitzky                             | (1924: Indianermärchen aus Nordamerika) 1967, 1974, 1978, 1982, 1992, 1994, 1997                                                               |
| MdW60  | Altägyptische Märchen                   | 1963        | Emma Brunner-Traut                             | (1927: Altägyptische Erzählungen und Märchen) 1965, 1973, 1979, 1983, 1986, 1989, 1990, 1991, 1998                                             |
| MdW61  | Französische Märchen                    | 1963        | Ré Soupault                                    | (hat nichts mit den Französischen Volksmärchen von 1923 zu tun) 1965, 1971, 1975, 1979, 1983, 1986                                             |
| MdW62  | Mongolische Volksmärchen                | 1963        | Walther Heissig                                | (später: Mongolische Märchen) 1993 (4. Auflage)                                                                                                |
| MdW63  | Deutsche Märchen seit Grimm             | 1964        | Paul Zaunert & Elfriede Moser-Rath             | |
| MdW64  | Chilenische Volksmärchen                | 1964        | Yolando Pino-Saavedra                          | |
| MdW65  | Dänische Volksmärchen                   | 1964        | Laurits Bödker                                 | 1976, 1979, 1984, 1988 |
| MdW66  | Das dt. Märchen und die Brüder Grimm    | 1964        | Friedrich von der Leyen                        | Ergänzungs-Band |
| MdW67  | Japanische Volksmärchen                 | 1964        | Horst Hammitzsch                               | (Neubearb. der Ausgabe von 1938) 1969, 1973, 1976, 1981, 1984, 1990, 1992                                                                      |
| MdW68  | Arabische Märchen Bd. 1                 | 1965        | Max Weisweiler                                 | 1969, 1974, 1984 (Reihe: »Märchen des Orients«), 1990                                                                                          |
| MdW69  | Märchen aus Tibet                       | 1965        | Helmut Hoffmann                                | 1973, 1975, 1981, 1985, 1988, 2010 |
| MdW70  | Griechische Volksmärchen                | 1965        | Georgios A. Megas                              | (1917: Neugriechische Märchen) 1974, 1978, 1982, 1986, 1992                                                                                    |
| MdW71  | Schottische Volksmärchen                | 1965        | H. Aitken & Ruth Michaelis-Jena                | 1972, 1975, 1980, 1982: Märchen aus Schottland                                                                                                 |
| MdW72  | Deutsche Volksmärchen                   | 1966        | Elfriede Moser-Rath                            | (Bildet Fortsetzung zu: Deutsche Märchen seit Grimm 1964) 1975, 1979, 1984, 1990                                                               |
| MdW73  | Ungarische Volksmärchen                 | 1966        | Agnes Kovács                                   | 1974, 1982 |
| MdW74  | Arabische Märchen Bd. 2                 | 1966        | Max Weisweiler                                 | 1974, 1984 (Reihe: »Märchen des Orients«), 1990                                                                                                |
| MdW75  | Polnische Volksmärchen                  | 1967        | E. Bukowska-Grosse & E. Koschmieder            | 1975, 1981, 1984, 1989 |
| MdW76  | Türkische Volksmärchen                  | 1967        | Otto Spies                                     | |
| MdW77  | Legendenmärchen aus Europa              | 1967        | Felix Karlinger & Bohdan Mykytiuk              | |
| MdW78  | Märchen der Kabylen                     | 1967        | Leo Frobenius & Hildegard Klein                | Aus der im gleichen Verlag erschienenen Sammlung »Atlantis – Volksmärchen und Volksdichtungen Afrikas« (1921–1928), Bd. 1–3                    |
| MdW79  | Norwegische Volksmärchen                | 1967        | Klara Stroebe & Reidar T. Christiansen         | Gegenüber MdW10 wurden lediglich sechs Texte ausgetauscht, statt des damaligen Vorwortes ein neues Nachwort verfasst                           |
| MdW80  | Märchen aus Mallorca                    | 1968        | Felix Karlinger & Ulrike Ehrgott               | 1995 |
| MdW81  | Märchen der Azteken und Inkaperuaner    | 1968        | Walter Krickeberg                              | Textidentisch mit MdW34; der umfangreiche Apparat wurde umpaginiert. Krickeberg hatte eine zweibändige Neuausgabe befürwortet                  |
| MdW82  | Sibirische Märchen Bd. 1                | 1968        | János Gulya                                    | (1940: Märchen aus Sibirien) Bd. 1: Wogulen und Ostjaken; 1974, 1995                                                                           |
| MdW83  | Märchen aus Thailand                    | 1968        | Christian Velder                               | 1974, 1979, 1986 |
| MdW84  | Eskimo-Märchen                          | 1969        | Heinz Barüske                                  | 1974, 1979, 1991 |
| MdW85  | Rumänische Volksmärchen                 | 1969        | Felix Karlinger & Ovidiu Bîrlea                | 1996 (2., veränderte Auflage) |
| MdW86  | Tschechische Volksmärchen               | 1969        | Oldrich Sirovátka                              | 1974, 1980, 1985, 1995 |
| MdW87  | Englische Volksmärchen                  | 1970        | Katharine Briggs & Ruth Michaelis-Jena         | (Neubearbeitung der Ausgabe von 1938) 1974, 1978, 1983, 1988, 1990                                                                             |
| MdW88  | Plattdeutsche Märchen                   | 1970        | Wilhelm Wisser                                 | Gegenüber MdW6 um neun Texte gekürzt. Erweiterter Anmerkungsteil. Nachwort von Kurt Ranke, in dem er Wissers Sammelarbeit umreißt              |
| MdW89  | Schweizer Volksmärchen                  | 1971        | Robert Wildhaber & Leza Uffer                  | 1974, 1978, 1984, 1990, 1998 |
| MdW90  | Bulgarische Volksmärchen                | 1971        | Václav Frolec & Kyrill Haralampieff            | 1986 |
| MdW91  | Schwedische Volksmärchen                | 1971        | Kurt Schier                                    | 1974, 1978, 1984, 1988, 1994 |
| MdW92  | Brasilianische Volksmärchen             | 1972        | Felix Karlinger & Geraldo de Freitas           | 1977, 1985 |
| MdW93  | Märchen aus Vietnam                     | 1972        | Otto Karow                                     | 1986 |
| MdW94  | Mazedonische Volksmärchen               | 1972        | Wolfgang Eschker                               | 1989 |
| MdW95  | Italienische Volksmärchen               | 1973        | Felix Karlinger                                | (1929: Italienische Märchen) 1980, 1984, 1993                                                                                                  |
| MdW96  | Indonesische Märchen                    | 1973        | Ernst Ulrich Kratz                             | 1978, 1986 |
| MdW97  | Rätoromanische Märchen                  | 1973        | Leza Uffer                                     | 1977, 1983, 1990 |
| MdW98  | Provenzalische Märchen                  | 1974        | Felix Karlinger & Gertrude Gréciano            | 1977, 1983, 1989 |
| MdW99  | Albanische Märchen                      | 1974        | Martin Camaj & Uta Schier-Oberdorffer          | 1995 |
| MdW100 | Kroatische Volksmärchen                 | 1975        | Maja Boškovic-Stulli                           | 1993 |
| MdW101 | Westafrikanische Märchen                | 1975        | Ulla Schild                                    | 1986 |
| MdW102 | Märchen aus Korea                       | 1975        | Hans-Jürgen Zaborowski                         | 1988 (Erweiterte Neuausgabe) |
| MdW103 | Portugiesische Märchen                  | 1975        | Harri Meier & Dieter Woll                      | (1940: Spanische und portugiesische Märchen) 1993 (2., überarbeitete Auflage)                                                                  |
| MdW104 | Märchen aus dem Pandschab               | 1976        | Helmtraut Sheikh-Dilthey                       | 1995 |
| MdW105 | Südamerikanische Indianermärchen        | 1976        | Felix Karlinger & Elisabeth Zacherl            | 1983, 1987, 1992 |
| MdW106 | Märchen aus Israel                      | 1976        | Heda Jason & Schoschana Gassmann               | 1978, 1982, 1993 |
| MdW107 | Südchinesische Märchen                  | 1976        | Wolfram Eberhard & Akide Eberhard              | |
| MdW108 | Märchen der Niederlande                 | 1977        | A. M. A. Cox-Leick & H. L. Cox                 | |
| MdW109 | Märchen aus Papua-Neuguinea             | 1977        | Ulla Schild                                    | 1995 |
| MdW110 | Märchen aus dem Kaukasus                | 1978        | Isidor Levin & Gisela Schenkowitz              | 1989 |
| MdW111 | Märchen aus Mexiko                      | 1978        | Felix Karlinger & Maria Antonia Espadinha      | 1987, 1991, 1992 |
| MdW112 | Märchen aus dem Libanon                 | 1978        | Ursula Assaf & Yussuf Assaf                    | 1995 |
| MdW113 | Nubische Märchen                        | 1978        | Andreas Kronenberg & Waltraud Kronenberg       | 1987 |
| MdW114 | Kurdische Märchen                       | 1978        | Luise-Charlotte Wentzel                        | 1986 |
| MdW115 | Märchen griechischer Inseln und Malta   | 1979        | Felix Karlinger                                | 1984, 1990 |
| MdW116 | Südsee-Märchen                          | 1979        | Paul Hambruch                                  | (um das austral. Eingangskapitel gek. Ausg. von Südseemärchen 1916) 1990                                                                       |
| MdW117 | Österreichische Märchen                 | 1979        | Ingo Reiffenstein                              | (hat nichts mit den Märchen aus Österreich von 1991 zu tun)                                                                                    |
| MdW118 | Ukrainische Märchen                     | 1979        | Bohdan Mykytiuk                                | |
| MdW119 | Märchen aus Pakistan                    | 1980        | Annemarie Schimmel                             | 1995 |
| MdW120 | Baskische Märchen                       | 1980        | Felix Karlinger & Erentrudis Laserer           | 1990 |
| MdW121 | Märchen der Bantu                       | 1980        | Almut Seiler-Dietrich                          | |
| MdW122 | Märchen aus Namibia                     | 1980        | Sigrid Schmidt                                 | Volkserzählungen der Nama und Dama |
| MdW123 | Märchen aus dem Tschad                  | 1981        | Herrmann Jungraithmayr                         | 1998 |
| MdW124 | Märchen aus Australien                  | 1981        | Anneliese Löffler                              | Traumzeitmythen u. -geschichten der australischen Aborigines; 1988, 1992, 1996                                                                 |
| MdW125 | Litauische Volksmärchen                 | 1981        | Jochen D. Range                                | (hat nichts mit den Lettisch-litauischen Volksmärchen von 1924 zu tun)                                                                         |
| MdW126 | Armenische Märchen                      | 1982        | Isidor Levin & Uku Masing                      | 1993 |
| MdW127 | Märchen aus Wales                       | 1982        | Frederik Hetmann                               | |
| MdW128 | B. Grimm, Kinder- und Hausmärchen Bd. 1 | 1982        | Heinz Rölleke                                  | |
| MdW129 | B. Grimm, Kinder- und Hausmärchen Bd. 2 | 1982        | Heinz Rölleke                                  | |
| MdW130 | Sibirische Märchen Bd. 2                | 1982        | Gerhard Doerfer                                | (1940: Märchen aus Sibirien) Bd. 2: Tungusen und Jakuten                                                                                       |
| MdW131 | Märchen aus Island                      | 1983        | Kurt Schier                                    | 1987 |
| MdW132 | Märchen aus dem Jemen                   | 1983        | Werner Daum                                    | |
| MdW133 | Märchen aus der Karibik                 | 1983        | Felix Karlinger & Johannes Pögl                | |
| MdW134 | Märchen aus dem Tessin                  | 1984        | Pia Todorovic-Strähl & Ottavin Lurati          | 1990 |
| MdW135 | Märchen der Usbeken                     | 1984        | Ilse Laude-Cirtautas                           | Samarkand, Buchara, Taschkent |
| MdW136 | Märchen aus Neuseeland                  | 1985        | Erika Jakuhassa                                | Überlieferungen d. Maori; 1992 |
| MdW137 | Märchen aus Sri Lanka                   | 1985        | Eckard Schleberger                             | |
| MdW138 | Märchen der Berber                      | 1986        | Uwe Topper                                     | In Marokko unter der Berberbevölkerung gesammelte Märchen                                                                                      |
| MdW139 | Märchen aus Sinkiang                    | 1986        | Karl Reich                                     | Überlieferungen d. Turkvölker Chinas |
| MdW140 | Märchen vom Dach der Welt               | 1986        | Isidor Levin & Gisela Schenkowitz              | Überlieferungen d. Pamir-Völker; 1989 |
| MdW141 | Märchen aus Nepal                       | 1987        | Günter Unbescheid                              | 1989 |
| MdW142 | Märchen aus Argentinien und Paraguay    | 1987        | Felix Karlinger & Johannes Pögl                | |
| MdW143 | Märchen aus der Mandschurei             | 1988        | Jörg Bäcker                                    | |
| MdW144 | Märchen aus Madagaskar                  | 1988        | Moks d. i. Nasoloarisoa Razafindramiandra      | |
| MdW145 | Französische Märchen Bd. 1              | 1989        | Ulf Diederichs                                 | Märchen vor 1800 (1923: Französische Volksmärchen, Bd. 1) 1991, 1998                                                                           |
| MdW146 | Französische Märchen Bd. 2              | 1989        | Ré Soupault                                    | Volksmärchen des 19. und 20. Jahrhunderts (1923: Französische Volksmärchen, Bd. 2) 1991, 1998                                                  |
| MdW147 | Katalanische Märchen                    | 1989        | Felix Karlinger & Johannes Pögl                | |
| MdW148 | Lettische Volksmärchen                  | 1989        | Ojars Ambainis                                 | (hat nichts mit den Lettisch-litauischen Volksmärchen von 1924 zu tun)                                                                         |
| MdW149 | Friesische Märchen                      | 1990        | J. van der Kooi & B. A. Gezelle Meerburg       | |
| MdW150 | Estnische Volksmärchen                  | 1990        | Richard Viidalepp                              | (hat nichts mit den Finnischen und estnischen Volksmärchen von 1922 zu tun)                                                                    |
| MdW151 | Märchen vor Grimm                       | 1990        | Hans-Jörg Uther                                | |
| MdW152 | Afrikanische Märchen                    | 1991        | Carl Meinhof & H. Jungraithmayr                | 1994 |
| MdW153 | Märchen der Rumäniendeutschen           | 1991        | Claus Stephani                                 | |
| MdW154 | Märchen aus Österreich                  | 1991        | Leander Petzoldt                               | |
| MdW155 | Märchen aus Sizilien                    | 1991        | Giuseppe Pitrè & Rudolf Schenda                | |
| MdW156 | Märchen aus Äthiopien                   | 1992        | Caspar Detlef G. Müller                        | |
| MdW157 | Märchen aus den Dolomiten               | 1992        | Ulrike Kindl                                   | |
| MdW158 | Serbische Märchen                       | 1992        | Wolfgang Eschker                               | |
| MdW159 | Philippinische Märchen                  | 1993        | Hazel Wrigglesworth                            | |
| MdW160 | Finnische Volksmärchen                  | 1993        | Pirkko-Liisa Rausmaa & Ingrid Schellbach-Kopra | (hat nichts mit den Finnischen und estnischen Volksmärchen von 1922 zu tun)                                                                    |
| MdW161 | Märchen aus der Tatra                   | 1994        | Dorota Simonides & Jerzy Simonides             | |
| MdW162 | Aramäische Märchen                      | 1994        | Werner Arnold                                  | |
| MdW163 | Märchen der Völker Nordost-Chinas       | 1994        | Ingo Nentwig                                   | |
| MdW164 | Märchen aus 1001 Nacht Bd. 1            | 1994*       | Heinz Grotzfeld                                | *Band ist eigentlich schon 1993 erschienen, Fehler durch Ulf Diederichs in seiner Zählung, 1995                                                |
| MdW165 | Märchen aus 1001 Nacht Bd. 2            | 1994*       | Heinz Grotzfeld                                | *Band ist eigentlich schon 1993 erschienen, Fehler durch Ulf Diederichs in seiner Zählung, 1995                                                |
| MdW166 | Märchen aus Georgien                    | 1995        | Heinz Fähnrich                                 | |
| MdW167 | Märchen aus der Toskana                 | 1996        | Rudolf Schenda                                 | |
| MdW168 | Andersen Märchen und Geschichten Bd. 1  | 1996        | Gisela Perlet                                  | |
| MdW169 | Andersen Märchen und Geschichten Bd. 2  | 1996        | Gisela Perlet                                  | |
| MdW170 | Grimm, Kinder- und Hausmärchen Bd. 1    | 1996        | Hans-Jörg Uther                                | Brüder Grimm (nach der großen Ausgabe von 1857); Märchen Nr. 1–60                                                                              |
| MdW171 | Grimm, Kinder- und Hausmärchen Bd. 2    | 1996        | Hans-Jörg Uther                                | Brüder Grimm (nach der großen Ausgabe von 1857); Märchen Nr. 61–144                                                                            |
| MdW172 | Grimm, Kinder- und Hausmärchen Bd. 3    | 1996        | Hans-Jörg Uther                                | Brüder Grimm (nach der großen Ausgabe von 1857); Märchen Nr. 145–200                                                                           |
| MdW173 | Grimm, Kinder- und Hausmärchen Bd. 4    | 1996        | Hans-Jörg Uther                                | Brüder Grimm (nach der großen Ausgabe von 1857); Nachweise und Kommentare; Literaturverzeichnis                                                |
| MdW174 | Zigeunermärchen aus Ungarn              | 1996        | Sándor Erdész & Ruth Futaky                    | die Volkserzählungen des Lajos Ámi |
| MdW175 | Märchen aus Hawaii                      | 1997        | Gabriele Hartinger-Irek & Rolan Irek           | |
| MdW176 | Ludwig Bechstein Märchen Bd. 1          | 1997        | Hans-Jörg Uther                                | Märchenbuch, Ausgabe von 1853, textkr. rev. und durch Register erschlossen                                                                     |
| MdW177 | Ludwig Bechstein Märchen Bd. 2          | 1997        | Hans-Jörg Uther                                | Neues deutsches Märchenbuch, Ausgabe von 1856, textkr. rev. und durch Register erschlossen                                                     |
| MdW178 | Ostjüdische Märchen                     | 1998        | Claus Stephani                                 | |
| MdW179 | Wilhelm Hauff Märchen                   | 1999        | Hans-Jörg Uther                                | nach den Ausgaben der Märchenalmanache 1826 bis 1828, textkritisch revidiert                                                                   |
| MdW180 | Flämische Märchen                       | 1999        | Harlinda Lox                                   | |
| MdW181 | Slowakische Volksmärchen                | 2000        | Viera Gašparíková                              | |
| MdW182 | Märchen aus Lappland                    | 2003        | Hans-Hermann Bartens                           | |

## Bibliographie
- Ulf Diederichs: Die Märchen der Weltliteratur 1912–1996. In: Marginalien. Zeitschrift für Buchkunst und Bibliophilie, herausgegeben von der Pirckheimer Gesellschaft, Bände 145–147, 1997.
  - Teil I: 1912–1945. In: Marginalien, Bd. 145
  - Teil II: 1945–1977. In: Marginalien, Bd. 146
  - Teil III: 1978–1996 und Register. In: Marginalien, Bd. 147